# 西尔维娅·斯特鲁凯尔
西尔维娅·斯特鲁凯尔（義大利語：Silvia Strukel，1916年4月12日—1997年），意大利前女子击剑运动员。她曾代表意大利参加1952年夏季奥林匹克运动会击剑比赛的女子个人花剑项目。